# Баликов Валерій Іванович
Валерій Іванович Баликов (нар. 1 вересня 1939) — радянський футболіст, який грав на позиції воротаря. Відомий за виступами в низці клубів класу «Б» і другої групи класу «А», а також у складі алма-атинського «Кайрата» у вищій лізі чемпіонату СРСР.

## Клубна кар'єра
Валерій Баликов розпочав виступи на футбольних полях у Ангарську, з 1962 року грав у місцевій команді класу «Б» «Ангара». У 1963 році він став гравцем іншої команди класу «Б» «Таврія» з Сімферополя, замінивши в складі команди Георгія Бурсакова, якого призвали на армійську службу. Протягом сезону Баликов завоював місце в основному складі команди. По закінченні сезону воротар отримав запрошення до команди вищої ліги чемпіонату СРСР «Кайрат» з Алма-Ати. У складі команди вищої ліги Баликов зіграв 12 мвтчів у вищому радянському дивізіоні, грав у її складі до початку сезону 1965 року, після чого став гравцем команди другої групи класу «А» «Шахтар» з Караганди. У карагандинській команді футболіст провів два сезони, і покинув команду перед початком сезону 1967 року, в якому «Шахтар» досяг свого найвищого успіху в період радянського футболу — виграш зонального турніру другої групи класу «А» і друге місце у фінальному турнірі за вихід до вищої ліги, яке щоправда не давало путівки до вищого дивізіону. У сезоні 1967 року Валерій Баликов знову грав у складі сімферопольської «Таврії», де знову був основним воротарем команди. У 1968—1969 роках Баликов захищав ворота команди другої групи класу «А» «Волга» (Калінін). У 1970 році футболіст протягом короткого часу заходився у складі команди класу «Б» «Селенга», утім швидко покинув команду і став гравцем іншого клубу класу «Б» «Трактор» з Павлодара, у складі якого грав уже в новоствореній другій лізі до 1972 року. після чого завершив виступи на футбольних полях.